# Hermann Cohen
Hermann Cohen, nemški filozof judovskega porekla, *4. julij 1842, Coswig, Nemčija, †4. april 1918, Berlin, Nemčija.
Je eden izmed ustanoviteljev marburške šole novokantizma. Uvrščamo ga med najpomembnejše judovske filozofe 19. stoletja. Zgodaj je začel študirati filozofijo in kmalu postal znan kot poznavalec filozofije Immanuela Kanta, enega največjih mislecev razsvetljenstva in enega najpomembnejših filozofov.

## Življenje
Cohen se je rodil 4. julija 1842 v Coswigu, mestu v nemški pokrajini Anhalt. Njegov oče, kantor v judovski sinagogi in učitelj v kosviški judovski šoli, je bil Cohenov prvi učitelj.
Obiskoval je gimnazijo v Dessauu, kasneje pa se je izobraževal na judovskem teološkem semenišču v poljskem Vroclavu (Jüdisch-Theologisches Seminar Fraenckel'sche Stiftung). Semenišče, ki je sicer temeljilo na tradicionalnem judovstvu, je omogočalo neomejene možnosti za raziskovanje in Vroclav je bil zato v tedanjem času eno najpomembnejših središč judovske znanosti v Evropi. Cohen se je namesto za poklic rabina odločil za znanstveno pot.
Na univerzah v Vroclavu in kasneje v Berlinu je študiral judovsko religijo, klasične študije in filozofijo: na berlinski univerzi ga je poučeval Aristotelov učenec in metafizik Adolf Trendelenburg, ki je veljal za vodilno osebnost v zgodovini filozofije. Leta 1865 je Cohen na univerzi v Hallu doktoriral na področju filozofije. Objavil je več esejev in ustanovil revijo za psihologijo in družbene vede. Vključil se je v polemiko o problemih interpretacije kritične filozofije Immanuela Kanta in predlagal novo interpretacijo Kanta, ki jo je objavil v publikaciji Kantova teorija izkustva. Članek je naletel na odličen odziv in Cohen je dobil mesto docenta na filozofski fakulteti univerze v Marburgu. Že dve leti kasneje je postal izredni profesor, leta 1876 pa redni profesor Marburške univerze. Na univerzi je poučeval do leta 1912 in ustanovil Marburško šolo novokantizma, smeri, ki je dominirala v nemški akademski filozofski sferi od zgodnjih 1870-ih let do konca prve svetovne vojne.
Po upokojitvi se je preselil v Berlin, kjer je na inštitutu za judovsko znanost poučeval judovsko filozofijo. V tem obdobju je prišlo do izrazite spremembe v njegovem razmišljanju o odnosu med človekom in bogom. Cohen je prišel do zaključka, da realnost izvira iz boga in ne iz človekovega razuma, in se posvetil veri in svojim judovskim koreninam.
Bil je eden od ustanoviteljev Društva za promocijo znanosti judovstva (Gesellschaft zur Förderung der Wissenschaft des Judenthums), ki je imelo svoje prvo srečanje v Berlinu, novembra 1902.
Umrl je 4. aprila 1918 in je pokopan na pokopališču Weißensee v Berlinu.

## Delo
Obdobje Cohenove filozofske ustvarjalnosti je trajalo od poznih 1860-ih do leta 1918. V njegovem pisanju lahko razlikujemo tri različna obdobja. V prvem, zgodnjem obdobju, je Cohen razvijal lastno interpretacijo Kantove filozofije. V tem obdobju je napisal Kantovo teorijo izkustva (Kants Theorie der Erfahrung) Kants Begründung der Ethik, Kantove temelje etike (Kants Begründung der Ethik)  in Kantove temelje estetike (Kants Begründung der Ästhetik). Drugo obdobje ustvarjanja zaznamujejo Cohenova zrela filozofska dela, objavljena v zbirki knjig z naslovom Sistem filozofije (System der Philosophie). V njih Cohen opusti osrednje Kantove doktrine in sistematično predstavi lastne filozofske poglede. Zbirka obsega Logiko čistega znanja (Logik der reinen Erkenntnis), Etiko čiste volje (Ethik der reinen Willens) in Estetiko čistih čustev (Ästhetik der reinen Gefühls). V tretjem, zadnjem obdobju, se je Cohen povsem posvetil verskim vprašanjem, ki so bila sicer prisotna v vsej njegovi karieri. V tem obdobju je napisal delo Religija razuma iz judovskih virov (Die Religion der Vernunft aus den Quellen des Judentums). Cohen je v tem delu vpeljal koncept »religije razuma« in zatrdil, da le-ta izvira iz temeljnih konceptov judovstva, zapisanih v zgodovinskih judovskih besedilih.
Kljub temu, da so se Cohenovi interesi in filozofski pogledi tekom kariere spreminjali, je stalnico predstavljala njegova zapriseženost zgodovini filozofije. Svoje koncepte in teorije je vedno predstavil v kontekstu obsežnega zgodovinskega pregleda njihovega nastanka. Ta zgodovinsko orientiran način je bil model za kasneje razvit pojem Problemgeschichte – zgodovina izvora, razvoja in evolucije filozofskih vprašanj.
Cohen je bil v svojem ustvarjanju zaprisežen dvema osnovnima idejama: prvič, verjel je, da zakoni človeškega znanja determinirajo, kaj obravnavamo kot objekt in, drugič, da filozofija preučuje znanje na način, ki ga je Cohen v kasnejših delih poimenoval »transcedentalna metoda. Verjel je, da je treba transcendentalno metodo uporabljati tako v epistemologiji, veji filozofije, ki preučuje izvor, naravo, metode in meje človeškega znanja, kot tudi v etiki.
Cohen je trdil, da ima etika »svoj trajni izvor v dobrem kot pratemelju, ki sploh omogoča zgodovinsko ugotovljiv nastanek etike, tako v starogrškem kot judovskem izročilu« (Cvetka Hedžet Toth: Herman Cohen). Cohenov vzornik Kant je trdil, da je vse, kar lahko človek o svetu ve, to, na kakšen način svet sistematično vidi in kako se v njem vede. Kaj vidimo in kako to vidimo je naša ideja realnosti. To ne pomeni nujno, da je svet v resnici tak, kakršnega vidimo. Če pa se zavedamo, kako bi moral razumen človek svet videti in kako se v njem vesti, potem se bomo s pomočjo razumnosti vedli ustrezno. Torej smo dolžni živeti svoje življenje v skladu z univerzalnimi pravili, ki so jasna in razumljiva vsakemu razumnemu človeku. Cohen se je strinjal s Kantovo tezo, da mora biti etika univerzalna. Še več, verjel je, da mora biti vsako etično dejanje na koncu namenjeno celotni družbi; človeštvo ne more biti razumsko zadovoljno, dokler na svetu ni popolne socialne enakosti. Stremenje k etiki je tako večen proces. Osnovna ideja, ki jo mora etik po Cohenovem mnenju preučevati, je ideja dobrega. Postati in biti dober človek po Cohenu pomeni, da mora vsak posameznik aktivno iskati in gojiti lastno človečnost in jo hkrati prepoznavati in spodbujati v vseh ljudeh.
Ideal človekovega uma je po Cohenovem, kot tudi po Kantovem, mnenju, mir. »Ves smisel, vsa vrednost življenja je v miru. Ta je enotnost vseh življenjskih moči, njihovo ravnovesje in poravnava vseh njihovih nasprotij. Mir je krona življenja.« Mir je »v višjem smislu pot kreposti, da vodi pot k večnemu življenju. Na tirih miru ne more biti strahu pred smrtjo, mir kot mir večnega življenja postane sam večni mir, mir večnosti. Večnost pa je smisel, cilj, smoter celotnega človekovega življenja. Vse časovno pelje v večnost, če gre po pravi poti. In ta prava pot je pot miru. Mir je krepost večnosti.«
Po Cohenu bi morali za vse človeštvo veljati enaki zakoni, enaka etična pravila, in slop teh pravil predstavlja Bog. Enost etičnih pravil posledično pomeni tudi enost Boga, torej monoteizem, torej (tudi) judizem. Po Cohenovem mnenju je tako etični idealizem vsidran tako v judovski religiji kot v nemški kulturi. V zgodovinski perspektivi pa ne moremo spregledati ironije: prav kmalu po Cohenovi smrti, po njegovem prehodu v večnost, v večni mir, so prav Nemci z antisemitizmom grobo poteptali idejo enakosti.

### Dela
- Die Platonische Ideenlehre Psychologisch Entwickelt, "Zeitschrift für Wölkerpsychologie und Sprachwissenschaft", 1866
- Mythologische Vorstellungen von Gott und Seele, 1869
- Die dichterische Phantasie und der Mechanismus des Bewusstseins, 1869
- Jüdische Schriften. Introduction by Franz Rosenzweig, edited by Bruno Strauss. Berlin, C. A. Schwetschke: 1924.
- Zur Kontroverse zwischen Trendelenburg und Kuno Fischer, 1871
- Kant's Theorie der Erfahrung, Berlin, 1871; 2d ed., 1885
- Kant's Begründung der Ethik, Berlin, 1877
- Platon's Ideenlehre und die Mathematik, Marburg, 1878
- Das Prinzip der Infinitesimalmethode und seine Geschichte: ein Kapitel zur Grundlegung der Erkenntnisskritik, Berlin, 1883
- Religion der Vernunft aus den Quellen des Judentums, 1919
- Spinoza über Staat und Religion, Judentum und Christentum, 1915
- Von Kant's Einfluss auf die Deutsche Kultur, Berlin, 1883
- Kant's Begründung der Aesthetik, Berlin, 1889
- Zur Orientierung in den Losen Blättern aus Kant's Nachlass, in "Philosophische Monatshefte", 1890
- Leopold Schmidt, Neue Jahrbücher für Philologie und Pädagogik, 1896